# Katy O’Brian
Katy M. O’Brian (Indianapolis, 1989. február 12. –) amerikai színésznő, harcművész.
Legismertebb alakítása Georgia „George” St. Clair a Z, mint zombi című sorozatban. A Mandalóri című sorozatban is szerepelt.

## Fiatalkora
1989. február 12-én született az Indianapolisban, három idősebb testvére van. Már 5 évesen beleszeretett a harcművészetekbe, és 9 évesen megszerezte a barna övet Karatéban.
Az Indianai Egyetemre járt, pszichológia és germanisztika szakra. Az egyetemen az amerikai hapkido szövetségen keresztül fekete övet szerzett hapkidoból.
A diploma megszerzése után hét évig rendőr volt Carmelben, a Carmel-i rendőrségen. Megszerezte a személyi edzői képesítést, és elkezdett testépítő versenyeken indulni.,

## Pályafutása
Első komolyabb szerepe a The Walking Dead című sorozatban volt. 2020 óta A Mandalóri című sorozatban szerepel. 2023-ban A Hangya és a Darázs: Kvantumánia című filmben szerepelt.

## Magánélete
Nem sokkal azután, hogy 2016-ban Los Angelesbe költözött, egy diákfilmes projekt forgatásán találkozott párjával, Kylie Chivel. A pár együtt él Los Angelesben, és 2020 júliusában házasodtak össze.

## Filmográfia

### Filmek
| Év   | Magyar cím                               | Eredeti cím                               | Szerep                     | Magyar hang    |
| ---- | ---------------------------------------- | ----------------------------------------- | -------------------------- | -------------- |
| 2012 |                                          | Student Seven                             | SIG Raider                 |                |
| 2015 |                                          | Submerge: Ni're Reborn                    | E'lan                      |                |
| 2015 |                                          | Finders Keepers                           | lány                       |                |
| 2015 |                                          | Remedy of a Killer                        | Nancy                      |                |
| 2016 |                                          | Richard Watson Files                      | Emma Simms                 |                |
| 2019 |                                          | Rain                                      | Híradós riporter           |                |
| 2019 |                                          | Power Rangers: Zenith                     | Aisha                      |                |
| 2019 |                                          | Gnawbone                                  | Lisa                       |                |
| 2019 |                                          | Kelly                                     | Danny                      |                |
| 2019 |                                          | The Divisible                             | Kira                       |                |
| 2020 |                                          | Sidewinder                                | Harris helyettes           |                |
| 2021 | Édes kislányom                           | Sweet Girl                                | Műsorvezető                |                |
| 2023 | A Hangya és a Darázs: Kvantumánia        | Ant-Man and the Wasp: Quantumania         | Jentorra                   | Menczel Andrea |
| 2024 | Kivérző szerelem                         | Love Lies Bleeding                        | Jaqueline "Jackie" Cleaver | Nagy Katica    |
| 2024 | Twisters – Végzetes vihar                | Twisters                                  | Dani                       | Réti Adrienn   |
| 2025 | Mission: Impossible – A végső leszámolás | Mission: Impossible – The Final Reckoning | Kodiak                     | Grisnik Petra  |

### Televíziós szerepek
| Év        | Magyar cím                           | Eredeti cím                 | Szerep                     | Megjegyzések                               |
| --------- | ------------------------------------ | --------------------------- | -------------------------- | ------------------------------------------ |
| 2017      |                                      | Tosh.0                      | Softball játékos           | 1 epizód                                   |
| 2017      | Halt and Catch Fire – CTRL nélkül    | Halt and Catch Fire         | Csapos                     | 1 epizód                                   |
| 2017–2018 | The Walking Dead                     | The Walking Dead            | Katy                       | 2 epizód                                   |
| 2018      | Hogyan ússzunk meg egy gyilkosságot? | How to Get Away with Murder | Pénztáros lány             | 1 epizód                                   |
| 2018      | Z, mint zombi                        | Z Nation                    | Georgia "George" St. Clair | főszereplő                                 |
| 2019–2020 | Fekete Villám                        | Black Lightning             | Sara Grey                  | mellékszereplő                             |
| 2020      | A S.H.I.E.L.D. ügynökei              | Agents of S.H.I.E.L.D.      | Kimball                    | 1 epizód                                   |
| 2020      | Westworld                            | Westworld                   | EMT                        | 1 epizód                                   |
| 2020–     | A Mandalóri                          | The Mandalorian             | Elia Kane                  | mellékszereplő magyar hangja Kardos Eszter |
| 2021      | Magnum                               | Magnum P.I.                 | Kai Durrell                | 1 epizód                                   |
| 2021      | Az újonc                             | The Rookie                  | Katie Barnes               | 1 epizód                                   |